# Дуброва (Брагінський район)
Дуброва — (біл. вёска Дубрава), село (веска) в складі Брагінського району розташоване в Гомельській області Білорусі. Село підпорядковане Маложинській сільській раді і в ньому мешкало 178 осіб (станом на 1984 рік), але через навколишнє радіаційне забруднення в ньому зараз ніхто не живе.
Село Дуброва розташоване на південному сході Білорусі, у південній частині Гомельської області, за 20 кілометрів східніше від районного центру Брагіна.